# Paul Kurtz
Pour les articles homonymes, voir Kurtz.
Paul Kurtz, né le 21 décembre 1925 à Newark, dans le New Jersey et mort le 20 octobre 2012, est un philosophe américain.

## Biographie
Il est professeur émérite de philosophie à l'université d'État de New York à Buffalo et est surtout célèbre pour son rôle au sein de la communauté américaine des sceptiques. Il est le fondateur et le directeur du Committee for Skeptical Inquiry, du Conseil pour un humanisme séculier (Council for Secular Humanism) et de Prometheus books. Il est par ailleurs rédacteur en chef de Free Inquiry et est membre d'honneur de diverses associations liées aux sciences. L'astéroïde (6629) Kurtz, a été nommé en son honneur.
Dans sa jeunesse, il est politiquement à gauche, mais explique plus tard que son service dans l'armée américaine lors de la Seconde Guerre mondiale lui a appris les dangers des idéologies. Il fait partie des premiers soldats alliés à entrer dans les camps de Buchenwald et de Dachau. Il voit aussi des prisonniers russes en Allemagne refuser de retourner dans leur pays d'origine à la fin de la guerre.
Kurtz (sous l'influence du livre Humanisme : une nouvelle religion) est nettement responsable de l'humanisme séculier qu'il présente comme une religion sans base surnaturelle. Pour lui, les athées et autres sceptiques doivent prendre la vie de manière positive. Le scepticisme religieux n'est à son sens qu'un aspect de l'humanisme séculier, qui inclut aussi une vision de la condition humaine à la fois éthique et rationnelle.
En tant que père fondateur du Committee for the Scientific Investigation of Claims of the Paranormal, il est une des figures prééminentes du mouvement sceptique contemporain américain.

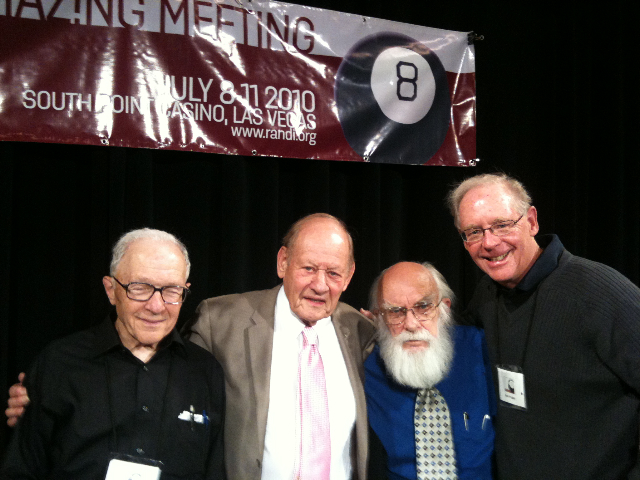
Ray Hyman, Paul Kurtz, James Randi, et Ken Frazier a TAM8, juillet 2010, Las Vegas après leur séance sur l'histoire du mouvement moderne sceptiques.

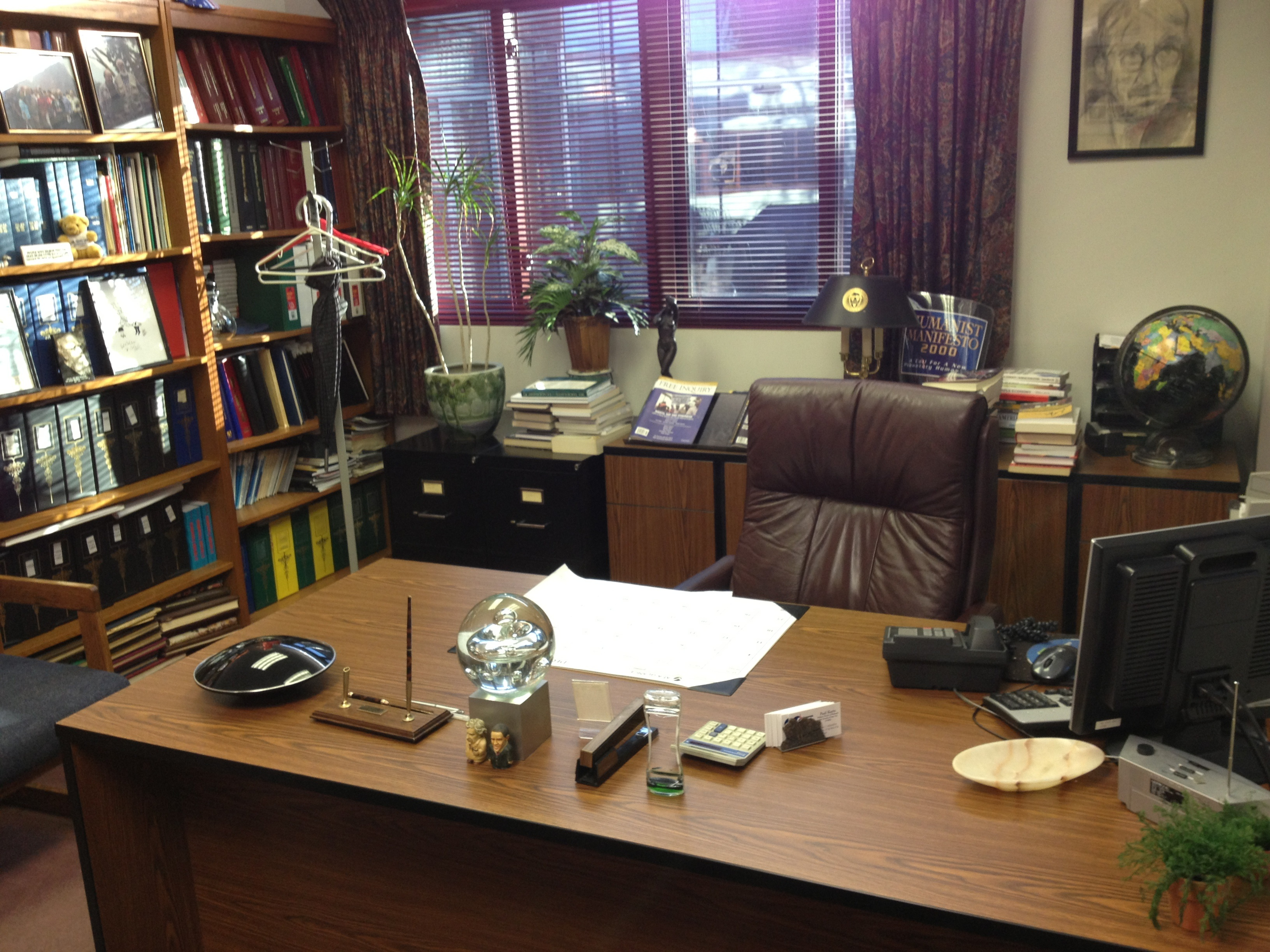
Le bureau de Paul Kurtz au Center for Inquiry transnationale, Amherst, NY

## Ouvrages
- The Transcendental Temptation, 1986  (ISBN 0-87975-645-4)
- The Courage to Become, 1997, Praeger/Greenwood,  (ISBN 0-275-96016-1)
- Living Without Religion: Eupraxophy  (ISBN 0-87975-929-1)
- In Defense of Secular Humanism  (ISBN 0-87975-228-9)
- Challenges to the Enlightenment: In Defense of Reason and Science by Paul Kurtz, et al, 1994  (ISBN 0-87975-869-4)
- Skepticism and Humanism: The New Paradigm, 2001  (ISBN 0-7658-0051-9)
- Science and Religion by Paul Kurtz, et al, 2003  (ISBN 1-59102-064-6)
- Affirmations: Joyful And Creative Exuberance, 2004  (ISBN 1-59102-265-7)
- Le Fruit défendu. Pour une éthique laïque, H&O éditions, 2011,  (ISBN 978-2-84547-220-4)